# Паприка (фильм)
«Паприка» (итал. Paprika) — кинофильм режиссёра Тинто Брасса.
Премьера фильма состоялась 13 февраля 1991 года в Италии.

## Сюжет
Сценарий основан на современной переработке романа 18-го века «Фанни Хилл». Молодая красивая девушка приходит в публичный дом. Его адрес ей дал жених, она думает пробыть в нём 2 недели, чтобы заработать денег на свадьбу и их будущее. Её встречает хозяйка и рассказывает об особенностях работы. Она знакомится с другими девушками, вскоре ей дают прозвище Паприка. Паприка получает удовольствие от своей работы, но скоро выясняется, что жених ей изменяет.
В фильме, помимо эротического содержания, Тинто Брасс показывает историю публичных домов (тогда в Италии они ещё не были запрещены), жизнь проституток. Их непростые отношения с окружающими мужчинами: сутенёрами, мужьями, клиентами.

## В ролях
- Дебора Каприольо — Паприка
- Стефан Феррара — Рокко
- Мартина Брошар (Martine Brochard) — мадам Коллет
- Стефан Боннет — Франко
- Россана Гавинел — Джина
- Ренцо Ринальди — граф Бастиано
- Нина Солдано — журналистка
- Джон Стейнер
- Валентайн Деми
- Риккардо Гарроне
- Пол Мюллер
- Карла Салерно
- Дебора Кали